# Escut d'Ivorra
L'escut oficial d'Ivorra té el següent blasonament:
Escut caironat: d'atzur, dues torres d'argent tancades de sable. Per timbre, una corona mural de poble.

## Història
Va ser aprovat el 4 de juliol del 2006 i publicat al DOGC el 10 d'agost del mateix any amb el número 4695.
L'escut d'Ivorra presenta tradicionalment dues torres o castells, en referència als dos nuclis originaris del poble: el principal, entorn del castell que pertangué al vescomtat de Cardona, del qual en resta l'anomenada torre del Moro, i que compta també amb l'església de Sant Cugat; i un altre de més al sud, al voltant de la parròquia de Santa Maria, avui santuari del Sant Dubte.